# Droga wojewódzka 426
Die Droga wojewódzka 426 (DW 426) ist eine 33 Kilometer lange Droga wojewódzka (Woiwodschaftsstraße) in der polnischen Woiwodschaft Opole, die Zawadzkie mit Kędzierzyn-Koźle verbindet. Die Strecke liegt im Powiat Strzelecki und im Powiat Kędzierzyńsko-Kozielski.

## Streckenverlauf

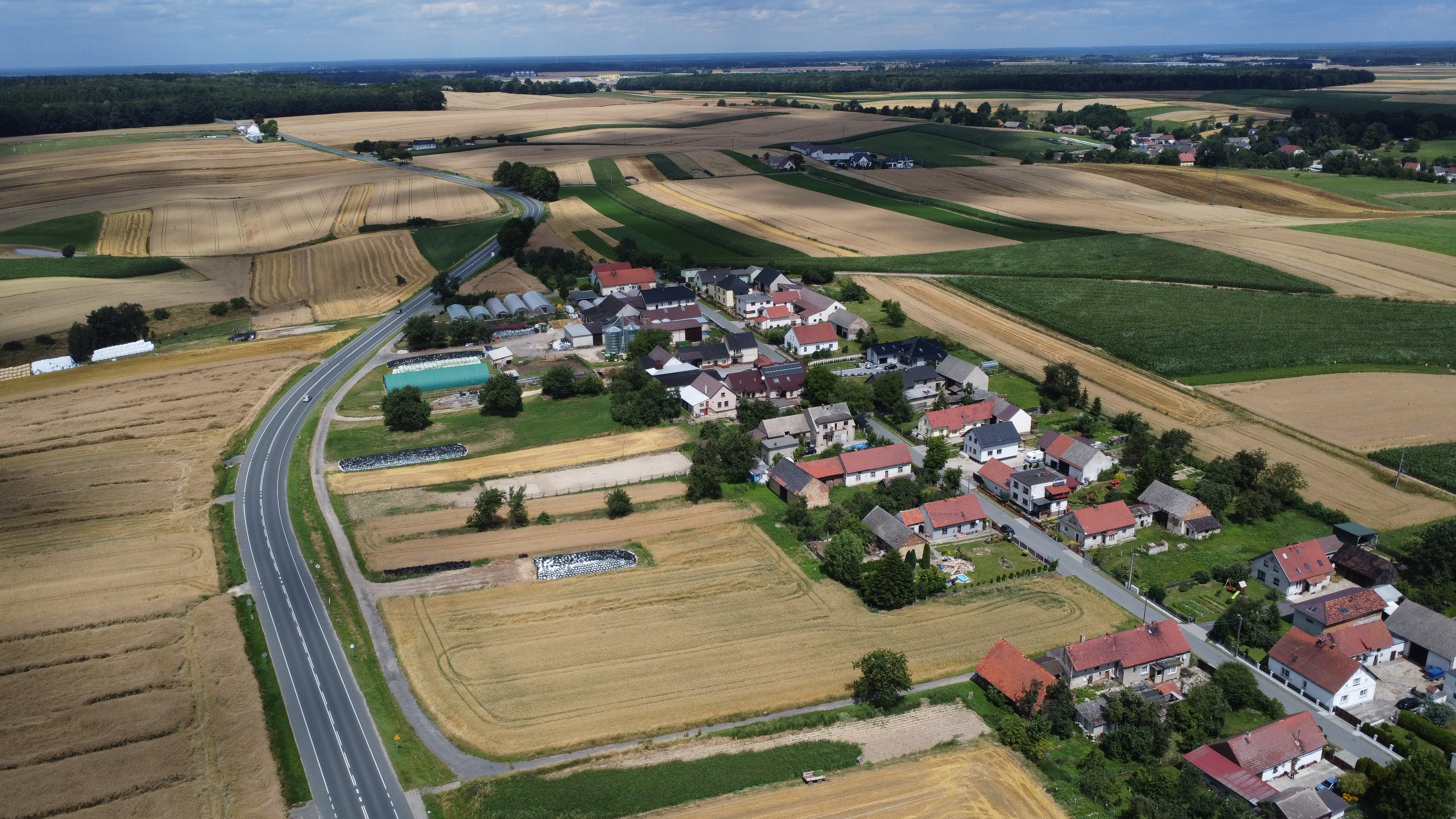
Die DW 426 bei Popice

Woiwodschaft Opole, Powiat Strzelecki
-  Zawadzkie (Zawadzki) (DW 463, DW 901)
- Wierchlesie (Wierschlesche)
- Piotrówka (Petersgrätz)
- Jemielnica (Himmelwitz)
- Szczepanek (Stephanshain)
-  Strzelce Opolskie (Groß Strehlitz) (DK 88, DK 94, DW 409)
-  Olszowa (Olschowa) (A 4)
- Popice
- Zalesie Śląskie (Salesche)

Woiwodschaft Opole, Powiat Kędzierzyńsko-Kozielski
-  Kędzierzyn-Koźle (Kandrzin-Cosel) (DK 40, DW 408, DW 410, DW 418, DW 423)